# Hotel Turismo

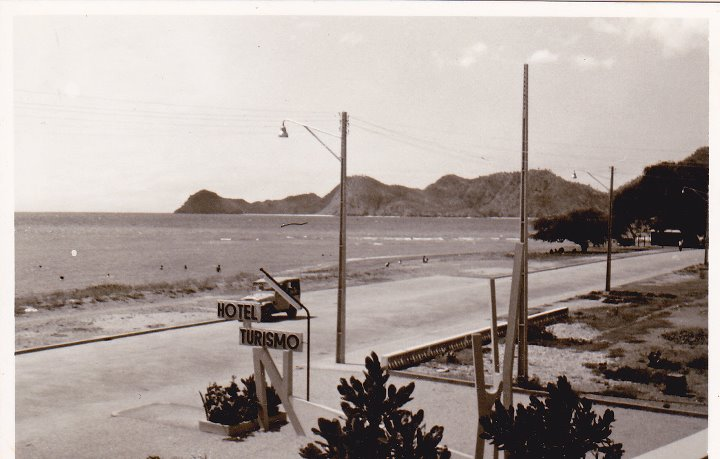
Blick aus dem Hotel Turismo auf die Bucht von Dili (1970)

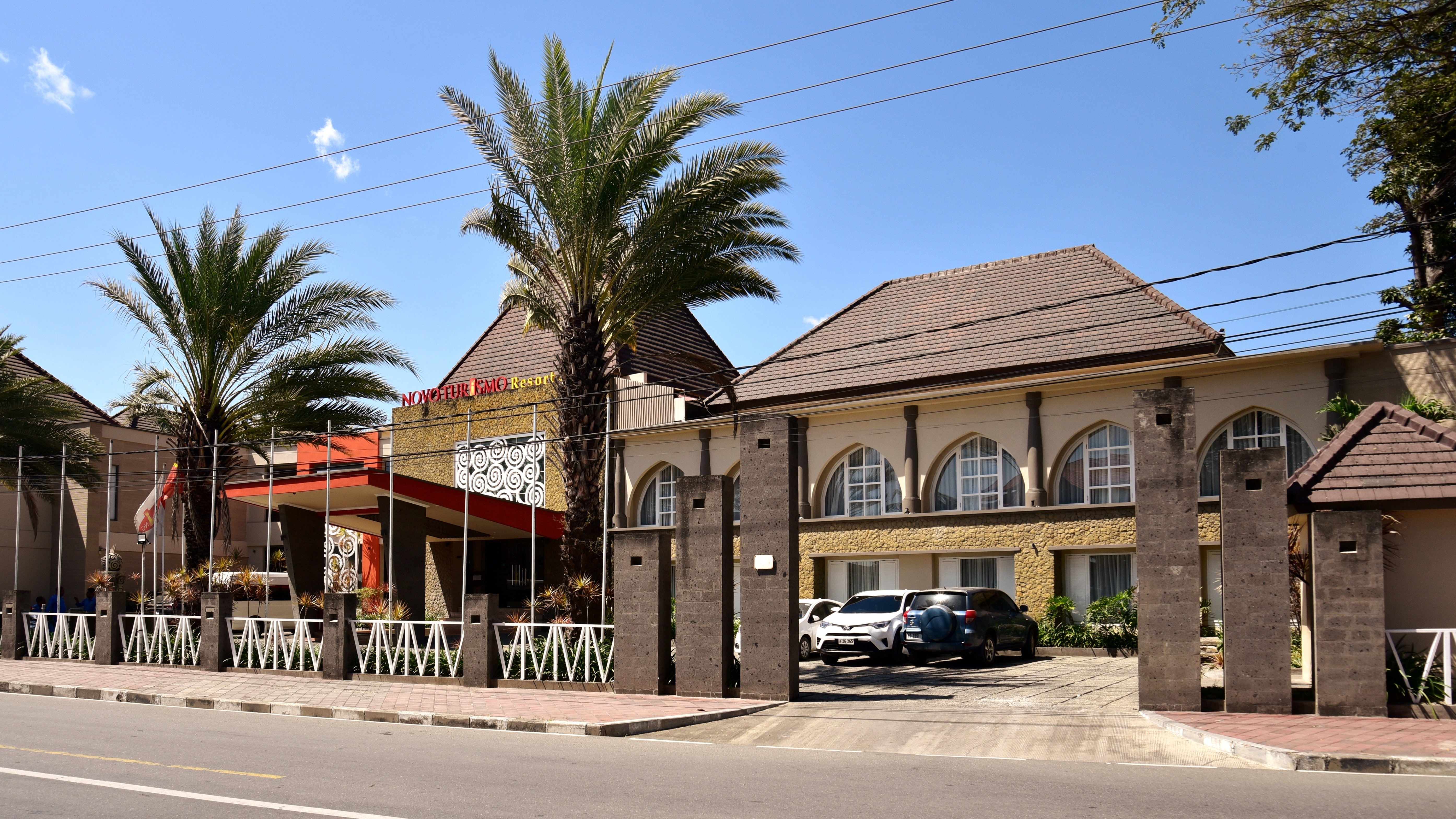
Hotel Novo Turismo (2023)

Das Hotel Turismo ist ein Hotel an der Avenida Marginal, dem östlichen Teil der Küstenpromenade von Osttimors Hauptstadt Dili.

## Geschichte
Das Hotel wurde 1967 eröffnet und wurde zum Treffpunkt für ausländische Korrespondenten, Akademiker, Agenten und Revolutionäre. In Anlehnung an den Spielfilm wurde der Biergarten des Hotels allgemein der Casablanca beer garden genannt. Das Hotel hatte 49 Zimmer auf zwei zweistöckige Blöcke verteilt. Auf Zimmer 31 war der Journalist Roger East zu Gast, der während der Invasion Indonesiens 1975 im Hotel von den Angreifern gefangen genommen und später an der Werft von Dili hingerichtet wurde.
Als John Monjo, der amerikanische Botschafter in Indonesien im Januar 1990 nach Dili reiste, um Vorwürfe von Folter und Verhaftungen gegen die Besatzungsmacht zu untersuchen, residierte er im Hotel Turismo.  Die Osttimoresen nutzten die Gelegenheit und demonstrierten drei Tage vor dem Hotel für ihre Unabhängigkeit. Verhaftungen und Folter waren die Folge.
2010 wurde das alte Gebäude zum größten Teil abgerissen und dafür das Novo Turismo Resort and Spa errichtet. Nur einige Teile des alten Hotels wurden in das neue Gebäude integriert und das markante Art-déco-Schild blieb erhalten. Das neue Hotel verfügt über 71 Zimmer, Swimming Pool, Restaurant, Bar, Wellnessbereich und Konferenzraum.